# Trillville
Trillville è un gruppo statunitense di musica hip hop proveniente da Atlanta. Il loro primo ingresso sulla scena musicale è datato 1997 quando ancora i componenti frequentano la scuola, Dirty Mouth già scrive rime,  mentre Don P rappa e lavora alla produzione dei beat alla tastiera musicale, Lil LA (detta Lil Atlanta) è un aspirante promoter, che successivamente diventerà rapper, ma inizialmente impegnato in supporto al gruppo, diventando successivamente parte di esso.
Lil Jon ha l'occasione di vederli all'opera e non molto dopo decide di scritturarli sotto la BME records. Il loro singolo, Neva Eva, inizia a scalare le classifiche alla fine del 2003. Il gruppo inizia così a lavorare all'album di debutto che viene pubblicato infine nel 2004 (inizialmente preparato per un autonno 2003 pubblicazione però era respinto fino a 2004). Il disco intitolato The King of Crunk and BME Recordings presents Lil' Scrappy and Trillville contiene apparizioni di artisti esponenti del Dirty South hip hop come Lil' Jon, Pastor Troy e Bo Hagon. Il successivo singolo tratto dall'album, "Get Some Crunk In Your System" ha alcuni passaggi radiofonici tuttavia non si esprime come il precedente. Il terzo singolo invece. "Some Cut" viene programmato con frequenza sulle radio nazionali. Trillville sono apparsi recentemente con Chingy sul brano di Tyra "Country Boy (Remix)".
Il nuovo album, Trillville verrà pubblicato alla fine del 2006 o nei primi mesi del 2007, e conterrà i singoli "Eat It Up" (featuring Kandi Girl) e "Cutty Buddy" (featuring T-Pain).

## Discografia

### Album in studio
- 2004 - The King of Crunk & BME Recordings Present: Trillville
- 2008 - Straight Up. No Chaser.

### Singoli
- "Neva Eva" (featuring Lil Jon & Lil Scrappy) #77 US
- "Get Some Crunk In Your System" (featuring Pastor Troy)
- "Some Cut" (featuring Cutty) #14 US
- "Nothing Less"
- "Who I Is" Three 6 Mafia (featuring Trillville)
- "Stackin' (Hee Haw)"
- "Eat It Up" (featuring Kandi Girl & Cutty)

### Video
- 2003 - "Neva Eva"
- 2004 - "Get Some Crunk In Yo System"
- 2004 - "Some Cut"
- 2006 - "Nothing Less"
- 2006 - "Watch Me Do This"